# Gunnora de Crepon
Gunnora o Gunnor (c. 936-1031), de la familia de Crépon, fue la segunda esposa de Ricardo I de Normandía. Las fuentes más tempranas reportan que era de ancestros daneses y entre sus parientes figura un hermano, Herfast de Crépon, quien es a veces erróneamente identificado como su padre.[cita requerida]
Ella vivía con su hermana Seinfreda, la esposa de un guardabosque local, cuando Ricardo, que estaba de caza en la zona, oyó acerca de la belleza de la esposa del guardabosque. Ordenó entonces que Seinfreda fuera a su lecho, pero la dama se hizo sustituir por su hermana soltera, Gunnora. Se dice que Ricardo, al enterarse, se vio complacido, ya que por ese subterfugio él se salvó de cometer adulterio. Así fue que Ricardo y Gunnora se hicieron amantes. Luego ella se casó con él a la manera danesa -concubinato a ojos de la Iglesia católica-, pero cuando Ricardo fue impedido de nombrar a su hijo Roberto arzobispo de Ruan, la pareja contrajo matrimonio canónico, a fin de que la Iglesia legitimara a sus hijos.
Gunnora, bien como amante, bien como duquesa, fue capaz de usar su influencia para favorecer a sus familiares directos, y varios de los más prominentes normandos de la época de la conquista de Inglaterra -las familias Montgomery, Warenne, Mortimer, Beaumont y FitzOsbern- eran de hecho descendientes de sus hermanos y hermanas. 
Ricardo y Gunnora fueron padres de cinco hijos:
- Ricardo (963-1027), llamado el Bueno, duque de Normandía desde 996 a 1027
- Roberto el Danés (m. 1037), arzobispo de Ruan y conde de Évreux.
- Mauger (m. c. 1033), conde de Corbeil.
- Emma de Normandía (c. 987-1052), dos veces reina de Inglaterra.
- Matilde, esposa de Eudes II de Blois, conde de Blois, Champagne y Chartres